# Glacis (Seychelles)
Pour les articles homonymes, voir Glacis.
Glacis est un district des Seychelles de l'île de Mahé.

## Géographie

### Démographie
Le district de Glacis couvre 7 km2 et compte 3 576 habitants (2002).